# Alister McRae
Alister McRae (ur. 20 grudnia 1970 w Lanark w Szkocji) – brytyjski kierowca rajdowy, uczestnik Rajdowych Mistrzostw Świata. Syn znanego rajdowca Jimmy'ego McRae i młodszy brat Colina McRae.
Pierwszym rajdem kategorii WRC w jakim wziął udział był Rajd Wielkiej Brytanii w 1991 roku. Od samego początku kariery jego pilotem był David Senior. W kolejnych latach McRae odnosił coraz więcej sukcesów, m.in. w 1995 roku został rajdowym mistrzem Wielkiej Brytanii za kierownicą Nissana Sunny. W 1998 roku wystartował w Rajdzie Wielkiej Brytanii w jednym zespole – Subaru World Rally Team – razem ze swoim bratem Colinem (ani Colin ani Alister nie ukończyli jednak rajdu).
W 1999 roku związał się z nowym zespołem w rajdowym świecie Hyundaiem. Początkowo startował jednonapędowym Hyundaiem Coupé, a od sezonu 2000 był to już Hyundai Accent WRC.
W 2002 roku został kierowcą zespołu Mitsubishi, który jednak miał wtedy problemy ze swoim Lancerem WRC i nie był już zespołem czołówki. Co gorsza, McRae musiał opuścić trzy ostatnie rundy sezonu z powodu kontuzji jakiej doznał w wypadku na rowerze. W 2003 roku Mitsubishi wycofało się z rywalizacji aby od podstaw zbudować samochód na kolejny sezon, co spowodowało, że Alister praktycznie zakończył regularne starty w Rajdowych Mistrzostwach Świata. Jedyny poważniejszy sezon zaliczył jeszcze w 2004 roku w prywatnie wystawianej Subaru Imprezie WRX. Wystartował wtedy w 7 z 16 rajdów zaliczanych do klasyfikacji Production WRC.
W styczniu 2009 roku wystartował w Rajdzie Dakaru w roli pilota i szefa zespołu wystawiającego 4 samochody własnej konstrukcji – McRae Enduro. Zajął w nim 39. miejsce.
W październiku 2009 natomiast wystartował Protonem Satria S2000 w Rajdzie Indonezji zaliczanym do mistrzostw Azji i Pacyfiku. Dość szybko jednak odpadł z rywalizacji po problemach z samochodem.

## Starty w rajdach WRC
| Sezon | Zespół                                                       | Samochód                                                                | 1       | 2          | 3          | 4          | 5             | 6         | 7             | 8             | 9             | 10              | 11        | 12                       | 13        | 14              | 15            | 16              | Punkty | Miejsce |
| ----- | ------------------------------------------------------------ | ----------------------------------------------------------------------- | ------- | ---------- | ---------- | ---------- | ------------- | --------- | ------------- | ------------- | ------------- | --------------- | --------- | ------------------------ | --------- | --------------- | ------------- | --------------- | ------ | ------- |
| 1991  | Subaru Legacy RS                                             | Subaru Legacy RS                                                        | Monako  | Szwecja    | Portugalia | Kenia      | Francja       | Grecja    | Nowa Zelandia | Argentyna     | Finlandia     | Australia       | Włochy    | Wybrzeże Kości Słoniowej | Hiszpania | NU              |               |                 | 0      | -       |
| 1992  | Subaru Legacy RS                                             | Subaru Legacy RS                                                        | Monako  | Szwecja    | Portugalia | Kenia      | Francja       | Grecja    | Nowa Zelandia | Argentyna     | Finlandia     | Australia       | Włochy    | Wybrzeże Kości Słoniowej | Hiszpania | 14              |               |                 | 0      | -       |
| 1993  | Alister McRae 555 Subaru World Rally Team                    | Ford Sierra RS Cosworth Subaru Legacy RS                                | Monako  | DK         | Portugalia | Kenia      | Francja       | Grecja    | Argentyna     | Nowa Zelandia | Finlandia     | Australia       | Włochy    | Hiszpania                | 10        |                 |               |                 | 1      | 65      |
| 1994  | Nissan Sunny GTi                                             | Nissan F2                                                               | Monako  | Portugalia | Kenia      | Francja    | Grecja        | Argentyna | Nowa Zelandia | 15            | 12            | NU              |           |                          |           |                 |               |                 | 0      | -       |
| 1995  | Alister McRae                                                | Ford Escort RS Cosworth                                                 | Monako  | Szwecja    | Portugalia | Francja    | Nowa Zelandia | Australia | Hiszpania     | 4             |               |                 |           |                          |           |                 |               |                 | 10     | 10      |
| 1996  | SanYang MIT Motorsport                                       | Honda Civic VTi                                                         | Szwecja | Kenia      | Indonezja  | Grecja     | Argentyna     | Finlandia | NU            | Włochy        | Hiszpania     |                 |           |                          |           |                 |               |                 | 0      | -       |
| 1997  | S.B.G. Sport                                                 | Volkswagen Golf Kit Car                                                 | Monako  | 21         | Kenia      | 9          | Hiszpania     | Francja   | Argentyna     | Grecja        | Nowa Zelandia | Finlandia       | Indonezja | Włochy                   | NU        | DK              |               |                 | 0      | -       |
| 1998  | S.B.G. Sport Hyundai Motor Sport 555 Subaru World Rally Team | Volkswagen Golf Kit Car Hyundai Coupé Kit Car Subaru Impreza S4 WRC '98 | Monako  | NU         | Kenia      | Portugalia | 19            | 15        | NU            | Grecja        | Nowa Zelandia | NU              | 22        | 17                       | NU        |                 |               |                 | 0      | -       |
| 1999  | Hyundai Motor Sport                                          | Hyundai Coupe Kit Car Evo2                                              | Monako  | NU         | Kenia      | 13         | NU            | Francja   | Argentyna     | NU            | 20            | 20              | 10        | NU                       | 14        | NU              |               |                 | 0      | -       |
| 2000  | Hyundai Castrol WRT                                          | Hyundai Accent WRC                                                      | Monako  | 14         | Kenia      | NU         | NU            | 7         | NU            | NU            | 9             | Cypr            | 12        | 16                       | NU        | 11              |               |                 | 0      | -       |
| 2001  | Hyundai Castrol WRT                                          | Hyundai Accent WRC Hyundai Accent WRC2                                  | 7       | NU         | 6          | 11         | 9             | 7         | 15            | Kenia         | 13            | 9               | NU        | 9                        | 10        | 4               |               |                 | 4      | 17.     |
| 2002  | Marlboro Mitsubishi Ralliart                                 | Mitsubishi Lancer WRC Mitsubishi Lancer WRC2                            | 14      | 5          | 10         | 13         | NU            | 8         | NU            | 9             | NU            | NU              | NU        | Nowa Zelandia            | Australia | Wielka Brytania |               |                 | 2      | 15.     |
| 2003  | Mitsubishi Ralliart Europe                                   | Mitsubishi Lancer WRC2                                                  | Monako  | Szwecja    | Turcja     | 6          | Argentyna     | Grecja    | Cypr          | Niemcy        | Finlandia     | Australia       | Włochy    | Francja                  | Hiszpania | Wielka Brytania |               |                 | 3      | 17.     |
| 2004  | R.E.D World Rally Team                                       | Subaru Impreza WRX STi                                                  | Monako  | 17         | NU         | 13         | Cypr          | Grecja    | Turcja        | Argentyna     | Finlandia     | 17              | Japonia   | 14                       | Włochy    | 15              | Hiszpania     | NU              | 0      | -       |
| 2006  | VGR 086 GP                                                   | Toyota Corolla S2000                                                    | Monako  | Szwecja    | Meksyk     | Hiszpania  | Francja       | Argentyna | Włochy        | Grecja        | Niemcy        | Finlandia       | Japonia   | Cypr                     | Turcja    | Australia       | Nowa Zelandia | NU              | 0      | -       |
| 2007  | Taylor Motorsport                                            | Mitsubishi Lancer Evo IX                                                | Monako  | Szwecja    | Norwegia   | Meksyk     | Portugalia    | Argentyna | Włochy        | Grecja        | Finlandia     | Niemcy          | 21        | Hiszpania                | Francja   | Japonia         | Irlandia      | Wielka Brytania | 0      | -       |
| 2012  | Proton Motorsport                                            | Proton Satria Neo S2000                                                 | Monako  | 37         | Meksyk     | Portugalia | Argentyna     | Grecja    | NU            | Finlandia     | Niemcy        | Wielka Brytania | Francja   | Włochy                   | Hiszpania |                 |               |                 | 0      |         |

### Starty w SWRC
| Sezon | Zespół            | Samochód                | 1   | 2     | 3   | 4      | 5   | 6   | 7   | 8   | 9 | 10 | Punkty | Miejsce |
| ----- | ----------------- | ----------------------- | --- | ----- | --- | ------ | --- | --- | --- | --- | - | -- | ------ | ------- |
| 2012  | Proton Motorsport | Proton Satria Neo S2000 | MCO | SWE 7 | POR | NZL NU | FIN | GBR | FRA | ESP |   |    | 6      | 13.     |